# Pannon Volán
Pannon Volán ([ˈpɒnnon ˈvolaːn]) est une compagnie de bus d'État hongroise desservant Pécs, Komló, Mohács, Siklós, Szigetvár et le comitat de Baranya. En janvier 2015, elle a fusionné dans le DDKK.